# Ministro-secretario general del Movimiento
El ministro-secretario general del Movimiento fue un cargo institucional que existió durante el Régimen de Franco en España, existiendo como tal entre 1939 y 1977, con breves intervalos temporales. Equivalía al secretario general del partido FET y de las JONS, también conocido como el «Movimiento», aunque como tal contaba con rango ministerial en el Consejo de Ministros.

## Historia
Durante el régimen franquista el ministro-secretario general equivalía al lugarteniente de Francisco Franco dentro del partido único, la Falange Española Tradicionalista y de las JONS. FET y de las JONS era una rama política del Movimiento Nacional, siendo el único cauce de participación en la vida pública española durante la dictadura. Salvo algún periodo excepcional, el titular de este cargo fue miembro del Consejo de Ministros, oficialmente fungiendo como ministro-secretario general del Movimiento.
El cargo fue instituido en plena Guerra civil, cuando en diciembre de 1937 Raimundo Fernández-Cuesta fue designado secretario general de FET y de las JONS. En agosto de 1939 el cargo fue elevado de categoría y adquirió rango ministerial, tras el nombramiento de Agustín Muñoz Grandes como ministro-secretario general del partido único. Según se decía en el artículo 43.6 de los Estatutos de FET y de las JONS, una de las atribuciones del secretario general era «participar, como ministro, en las tareas del gobierno». Esta situación se mantuvo durante los siguientes años, en plena guerra mundial. Muños Grandes dimitió del cargo en marzo de 1940, quedando vacante el puesto; el vicesecretario general Pedro Gamero del Castillo actuó en la práctica como secretario general del partido, hasta mayo de 1941. Tras el final de la contienda, en julio de 1945 el cargo perdió su rango ministerial, en un intento de Franco por presentar a los aliados la disminución de la influencia fascista en su gobierno.
El cargo quedó temporalmente vacante. No obstante, el vicesecretario general de aquel momento, Rodrigo Vivar Téllez, quedó oficialmente a cargo de la Secretaría general y se hizo con las riendas de Falange. No sería hasta 1948 cuando se volvió a nombrar a un secretario general —nuevamente Fernández-Cuesta—, aunque no sería hasta 1951 cuando volviera a recuperar su rango ministerial. Arrese volvió a asumir brevemente la secretaría general, hasta que en 1957 se nombró a José Solís Ruiz para ocupar el cargo. Fue a partir de esta época cuando se abandonó el uso del término FET y de las JONS en favor del más impreciso «Movimiento» para referirse al cargo. Durante los siguientes años Solís concentró un gran poder en sus manos, ya que además de dirigir el «Movimiento nacional», también era delegado nacional de Sindicatos.
El ministro-secretario general en 1975, Fernando Herrero Tejedor, murió repentinamente en un accidente de automóvil, apenas unos meses después de haber asumido la jefatura del partido único. En toda la historia del régimen franquista fue el único que falleció en ejercicio de su cargo.
Este cargo quedó extinguido con la disolución del partido único el 7 de abril de 1977, durante el periodo del Gobierno de Adolfo Suárez, quien había ocupado el cargo de ministro-secretario hacía solo unos meses antes. Tras Suárez, Ignacio García López pasó a ocupar el cargo, siendo el último Secretario general de FET y de las JONS.

## Ministros-secretarios generales
|  | Imagen | Nombre                     | Inicio                  | Final                   | Notas                                                                  |
|  | ------ | -------------------------- | ----------------------- | ----------------------- | ---------------------------------------------------------------------- |
|  |        | Raimundo Fernández-Cuesta  | 4 de diciembre de 1937  | 10 de agosto de 1939    | - Sin rango ministerial - Final de la Guerra civil                     |
|  |        | Agustín Muñoz Grandes      | 10 de agosto de 1939    | 16 de marzo de 1940     |                                                                        |
|  |        | José Luis Arrese           | 20 de mayo de 1941      | 21 de julio de 1945     |                                                                        |
|  |        |                            |                         |                         |                                                                        |
|  |        | Raimundo Fernández-Cuesta  | 24 de noviembre de 1948 | 16 de febrero de 1956   | - Segundo período - Sin rango ministerial hasta 1951                   |
|  |        | José Luis Arrese           | 16 de febrero de 1956   | 26 de febrero de 1957   | Segundo período                                                        |
|  |        | José Solís Ruiz            | 26 de febrero de 1957   | 30 de octubre de 1969   |                                                                        |
|  |        | Torcuato Fernández-Miranda | 30 de octubre de 1969   | 4 de enero de 1974      |                                                                        |
|  |        | José Utrera Molina         | 4 de enero de 1974      | 5 de marzo de 1975      |                                                                        |
|  |        | Fernando Herrero Tejedor   | 5 de marzo de 1975      | 12 de junio de 1975     | Fallecido en accidente                                                 |
|  |        | José Solís Ruiz            | 18 de junio de 1975     | 12 de diciembre de 1975 | - Segundo período - Fallecimiento de Franco                            |
|  |        | Adolfo Suárez              | 12 de diciembre de 1975 | 8 de julio de 1976      |                                                                        |
|  |        | Ignacio García López       | 8 de julio de 1976      | 7 de abril de 1977      | - Ley para la Reforma Política - Disolución del «Movimiento nacional». |